# Рубцов, Юрий Владимирович
Ю́рий Влади́мирович Рубцо́в (род. 21 февраля 1957, Калининград, Московская область, СССР) — российский геральдист. Автор гербов трёх городов и пяти посёлков (сельских поселений) Мурманской области. Автор ряда газетных и журнальных статей о земельной геральдике России (гербы Мурманской области, Якутии, городов Заполярья). Действительный член Всероссийского геральдического общества. Офицер Военно-Морского флота. Член Союза журналистов России.

## Биография
Юрий Рубцов родился 21 февраля 1957 года в Калининграде Московской области (нынешний Королёв). В 1980 году окончил специальный факультет (с 1988 года получил открытое наименование — факультет ядерных энергетических установок) Высшего военно-морского инженерного училища имени Ф. Э. Дзержинского. С 1980 по 1996 год проходил службу в частях и на кораблях Военно-морского флота. С 1987 года служил на Северном флоте офицером по воспитательной работе на большом противолодочном корабле «Адмирал Нахимов», большом противолодочном корабле «Адмирал Исаченков» и в отдельном полку РЭБ Северного флота. В годы службы на Севере начал заниматься геральдикой и историей Заполярья. С 1991 по 1996 годы являлся председателем геральдического общества города Североморска и членом геральдической комиссии Северного флота, занимал эту должность вплоть до окончания службы на Севере. В 1993 году с отличием окончил заочное обучение в Северо-Западном кадровом центре при Главном управлении по подготовке кадров для государственной службы при Правительстве РСФСР, ныне Северо-Западная академия государственной службы. С 1996 года служил в Центральной телевизионной и радиовещательной студии Министерства обороны РФ (г. Москва). В 2004 году уволен в запас. Капитан 2-го ранга (соответствует подполковнику). Ветеран боевых действий. Награждён 14 медалями СССР и России, среди них медали: «За укрепление боевого содружества», «За безупречную службу» 1-й, 2-й и 3-й степеней, «За службу на Северном Кавказе» и медаль «Адмирал Кузнецов».
С 2007 по 2020 год являлся заместителем начальника управления ФГУП «ЦЭНКИ», главным инженером телестудии Роскосмоса. За успешную деятельность был награждён медалью «За творческий вклад в создание средств наземной космической инфраструктуры» и знаком Федерального космического агентства «За содействие космической деятельности». С августа 2020 года — начальник отдела в Роскосмос Медиа (филиал АО «ЦНИИмаш», с 2021 года в АНО «Корпоративная академия Роскосмоса»). Член Союза журналистов России. Продолжает заниматься геральдикой, хотя и не так активно.

## Геральдика
Ю. В. Рубцов является автором и соавтором ряда гербов населённых пунктов Мурманской области. В их числе: герб города Вьюжного (нынешний Снежногорск), утверждённый по его проекту 24 декабря 1992 года; герб города Гаджиево (ранее Скалистый), утверждённый 11 мая 1995 года; герб посёлка Кувшинская Салма, разработанный в соавторстве с Владимиром Владимировичем Ивановым в октябре 1995 года. Соавтор (консультант) герба города Североморска и автор проектов герба посёлка Лиинахамари; герба городского поселения Верхнетуломский и герба поморского села Кузомень. Кроме того, принимал участие в разработке и создании эмблем военно-морских соединений Северного флота (для шевронов моряков) и разработал полковой знак отдельного полка РЭБ Северного флота.
- Гербы населённых пунктов Мурманской области, составленные Юрием Рубцовым
- Герб Гаджиева
- Герб Кувшинской Салмы
- Герб Североморска
- Герб Снежногорска

## Статьи
Статьи Юрия Рубцова, посвящённые геральдике, неоднократно печатались в газетах и журналах, в том числе «Мурманский вестник» и «Вестник геральдиста».
1. «Земельная геральдика Кольского полуострова». // «Мурманский вестник» — Мурманск.: 1995. № от 22.08.95 г., 05.09.95 г., 14.10.95 г., 19.10.95 г., 19.10.95 г., 21.10.95 г., 26.10.95 г., и газета «Вестник геральдиста» — М.: 1996. № 10 (рецензии на статью опубликовали доктор исторических наук И. Ф. Ушаков[16] и геральдист Дм. А. Бойко[17]).
2. «Честь и доблесть на гербах» (о гербах населённых пунктов Мурманской области) // «Мурманский вестник» — Мурманск.: апрель-май 2003. № 81, 84, 87, 98;
3. «Геральдика городов-побратимов Мурманска» // «Мурманский вестник» — Мурманск.: 1995−1996;
4. «Геральдика стран Северной Европы» // «Мурманский вестник» — Мурманск.: 1996;
5. Рубцов Ю. В., Хрусталёв А. Б. «Геральдика Мурманской области» // «Гербовед», — М.:. 1997. № 15 стр. 148—156;
6. «Геральдика Северного Флота» // «Гербовед», — М.:. 1997. № 12. стр. 10-11[18].
7. «Олени заполярных гербов» (о геральдике заполярных городов Архангельской области и Ненецкого АО) // «Полярный круг», — М.:, октябрь 2003. № 40;
8. «Геральдика заполярной Якутии» // «Полярный круг», — М.:, ноябрь 2003. № 42, 43, 46;
9. «Гербы городов, губерний, посадов… от Алдана до Нерюнгри. Геральдика Якутии» // «Полярный круг», — М.:, 2004. № 6, 9, 18, 19;
10. Земельная геральдика и военное герботворчество // Ориентир : Журнал Министерства обороны Российской Федерации. — М.: Издательский дом «Красная звезда», апрель, 2003.;
11. Символы славы Северного флота // Ориентир : Журнал Министерства обороны Российской Федерации. — М.: Издательский дом «Красная звезда», июнь, 2003.;